# CDC42EP3
CDC42EP3‏ (CDC42 effector protein 3) هوَ بروتين يُشَفر بواسطة جين CDC42EP3 في الإنسان.